# Eupithecia cercina
Eupithecia cercina es una especie de polilla de la familia Geometridae. La especie fue descrita por primera vez por Herbert Druce habiendo sido descrita en 1893, con distribución en México. El sintipo de la especie fue descrita en los alrededores de Amula, en el estado de Durango.

## Descripción
Las alas anteriores son de color marrón rosado pálido, pero de color marrón rojizo oscuro hacia la base y están atravesadas por una banda de color negro pardusco. Las alas traseras son de color blanco grisáceo, con el margen interior bordeado de marrón negruzco. El margen exterior está oscuro.